# A.T.F.C.
A.T.F.C. (richtiger Name: Aydin Hasirci) ist ein britischer House-DJ und Produzent.

## Biographie
Nach einem Studium an der Bournemouth University arbeitete Aydin Hasirci noch eine Weile in Bournemouth für den Radiosender The NRG und wurde Resident-DJ in Gardening Club. Später zog er nach London. Sein Pseudonym ATFC steht für „Aydin The Funki Chile“.
Seine bekannteste Produktion ist In and Out of My Life, die in den UK-Singlecharts Platz 11 erreichte. Die Single ist ein Remake von Fat Boy Slims Right here, Right now mit zusätzlichen Vocals. Die Nachfolgesingle Bad Habit kam ebenfalls in die Top 20.
ATFC besitzt mit Onephatdeeva Productions ein eigenes Musiklabel und hat daneben auch Produktionen auf den Labels Defected und Strictly Rhythm veröffentlicht.

## Diskografie

### Singles
- 1999: In and Out of My Life (pres. OnePhatDeeva)
- 1999: The Voice
- 1999: Bad Habit (pres. OnePhatDeeva feat. Lisa Millett)
- 2001: Professional Habit (vs. Tori Amos)
- 2001: Sleep Talk (feat. Lisa Millett)
- 2001: Erotik
- 2001: Fakerman
- 2002: Soulkeeper (pres. Chroma)
- 2002: Transparent
- 2003: Spanish Angel (mit Serge Imhof)
- 2004: Desire (mit Mark Knight)
- 2004: Fall Down
- 2004: Freaky (mit Seamus Haji)
- 2004: Mine
- 2004: Ooh Ooh Ah! (mit Seamus Haji)
- 2004: We Got Tha (mit Mark Knight)
- 2005: Reach Out to Me (feat. Inaya Day)
- 2006: Black Knight
- 2006: Spread Love
- 2007: Life
- 2008: Bad Weed
- 2008: Tell U Y (feat. Yasmeen)
- 2009: Bon Bon (mit John Dahlbäck)
- 2009: Here I Come
- 2010: It’s Over (feat. Rae)

### Remixe (Auswahl)
- 2000: All Saints – Black Coffee
- 2000: Choo Choo Project – Hazi‘ + Phazin‘
- 2001: Safri Duo – Baya-Baya
- 2001: S Club 7 – Stronger
- 2002: Moby – In This World
- 2002: Daniel Bedingfield – James Dean (I Wanna Know)
- 2002: Junior Jack – Thrill Me
- 2003: Sandy Rivera – I Can’t Stop
- 2003: Daniel Bedingfield – If You’re Not the One
- 2004: Emma – Crickets Sing For Anamaria
- 2004: Shapeshifters – Lola’s Theme
- 2004: Seamus Haji feat. KayJay – Last Night a DJ Saved My Life
- 2004: Freemasons – Love on My Mind
- 2005: Fatboy Slim – The Joker
- 2005: Missy Elliott – Teary Eyed
- 2006: Shakira – Don’t Bother
- 2007: Funkerman – Speed Up
- 2008: Robbie Rivera – Back to Zero
- 2008: Chris Lake feat. Nastala – If You Knew
- 2008: Golden Girls – Kinetic
- 2008: Bob Sinclar & Steve Edwards – Together
- 2009: Dirty Vegas – Changes